# Aeropuerto de Londres-Stansted
El Aeropuerto de Londres Stansted (IATA: STN, OACI: EGSS), o simplemente Stansted, es uno de los cinco aeropuertos de Londres. Está en Essex a 50 km al noreste de la capital, por la autopista M11 entre Londres y Cambridge. Durante la II Guerra Mundial fue una base aérea militar. 
La pista de aterrizaje mide 3.050 metros y hay un plan de ampliación que prevé crear tres pistas más. 
London-Stansted es usado mayormente por líneas aéreas de bajo coste tales como Ryanair, EasyJet y Eurowings. Aparte de éstas, son usuarios frecuentes compañías de mercancías como Volga-Dnepr y FedEx.

## Historia

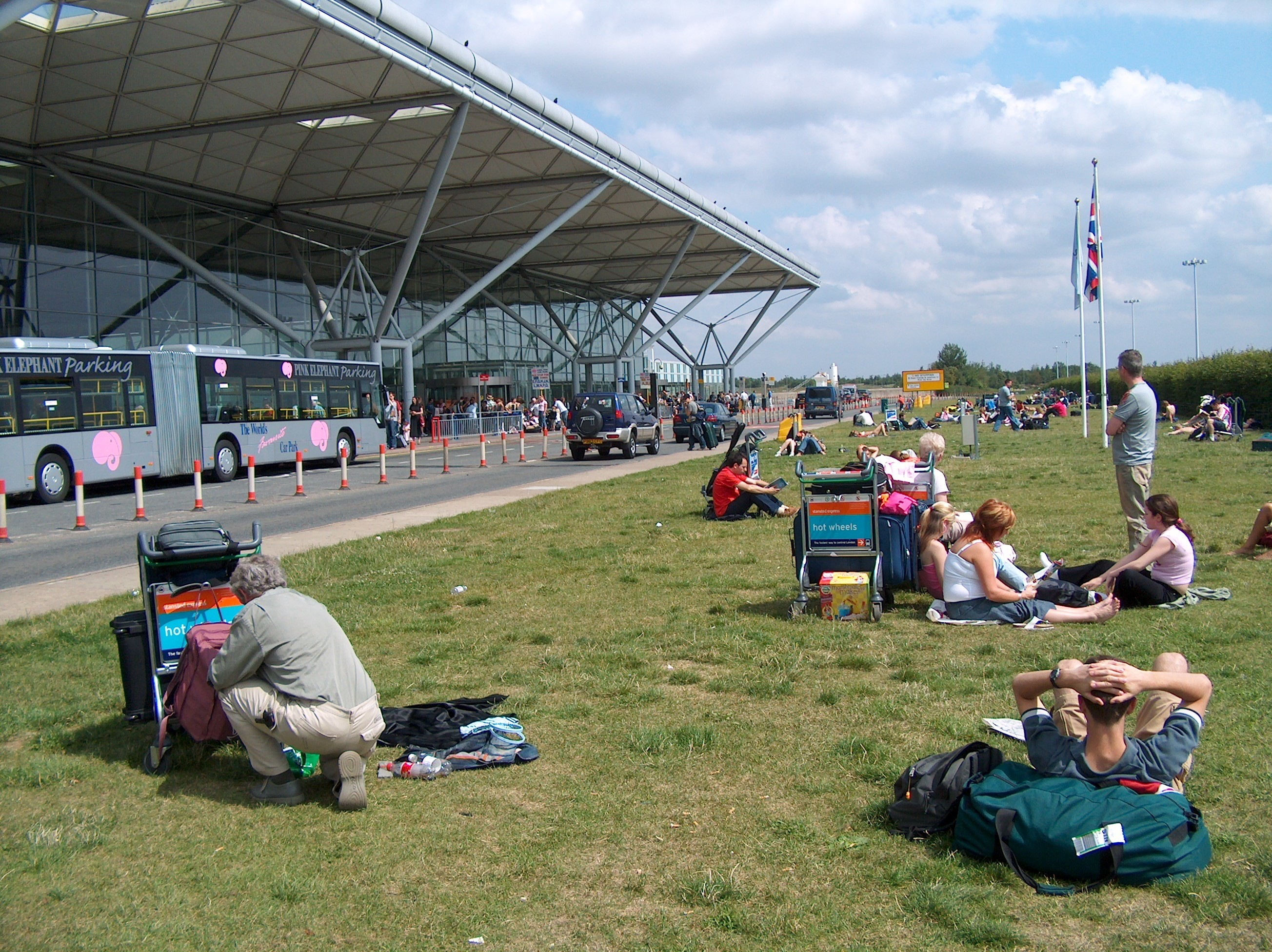
El césped de delante del aeropuerto de Stansted atrae a una gran cantidad de gente que espera su vuelo durante el verano.

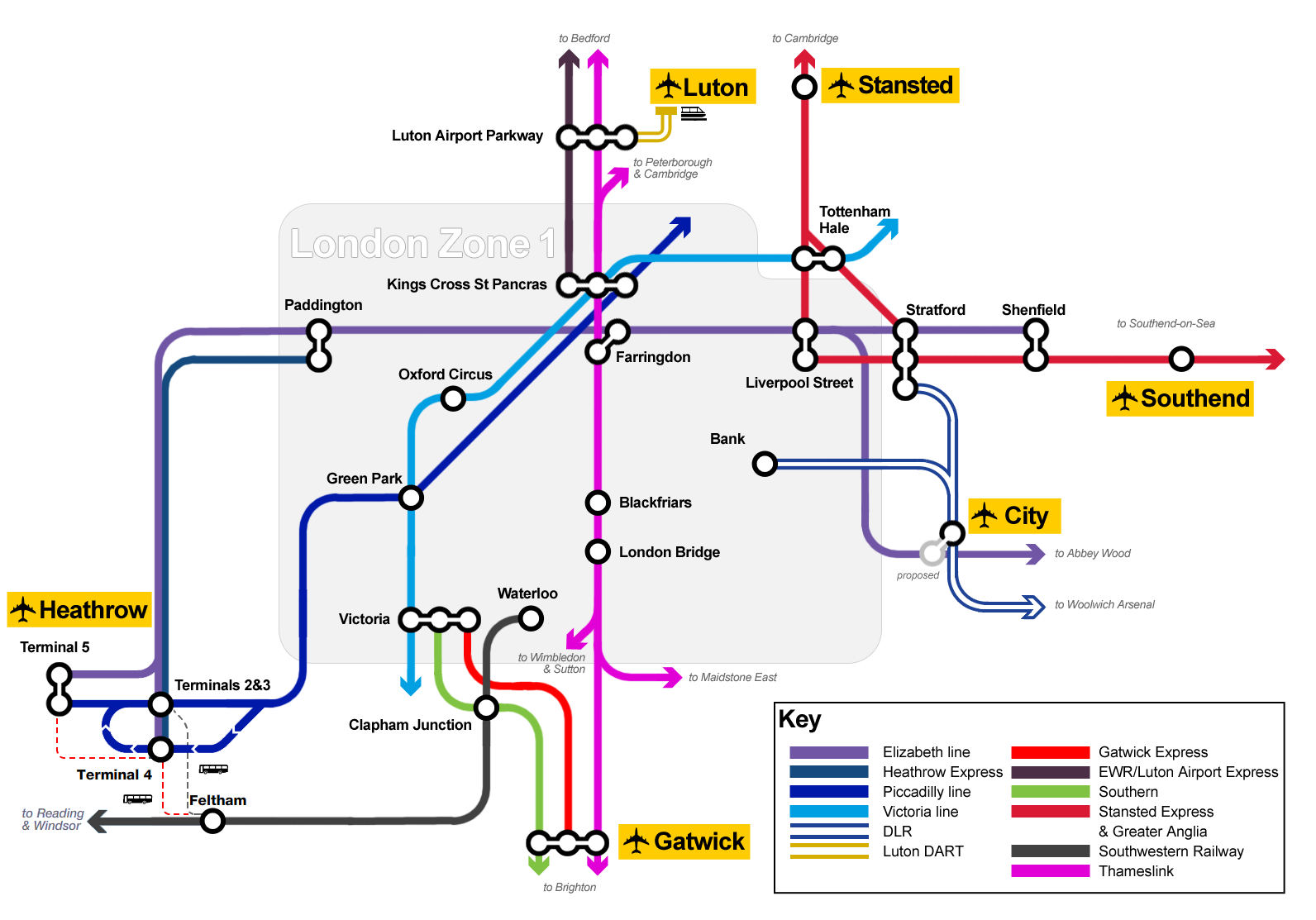
Esquema de las principales conexiones de tren y metro entre los aeropuertos de Londres.

Dos de los tres servicios de tren que paran en el aeropuerto son de la empresa Greater Anglia.

CrossCountry utiliza la Plataforma 2

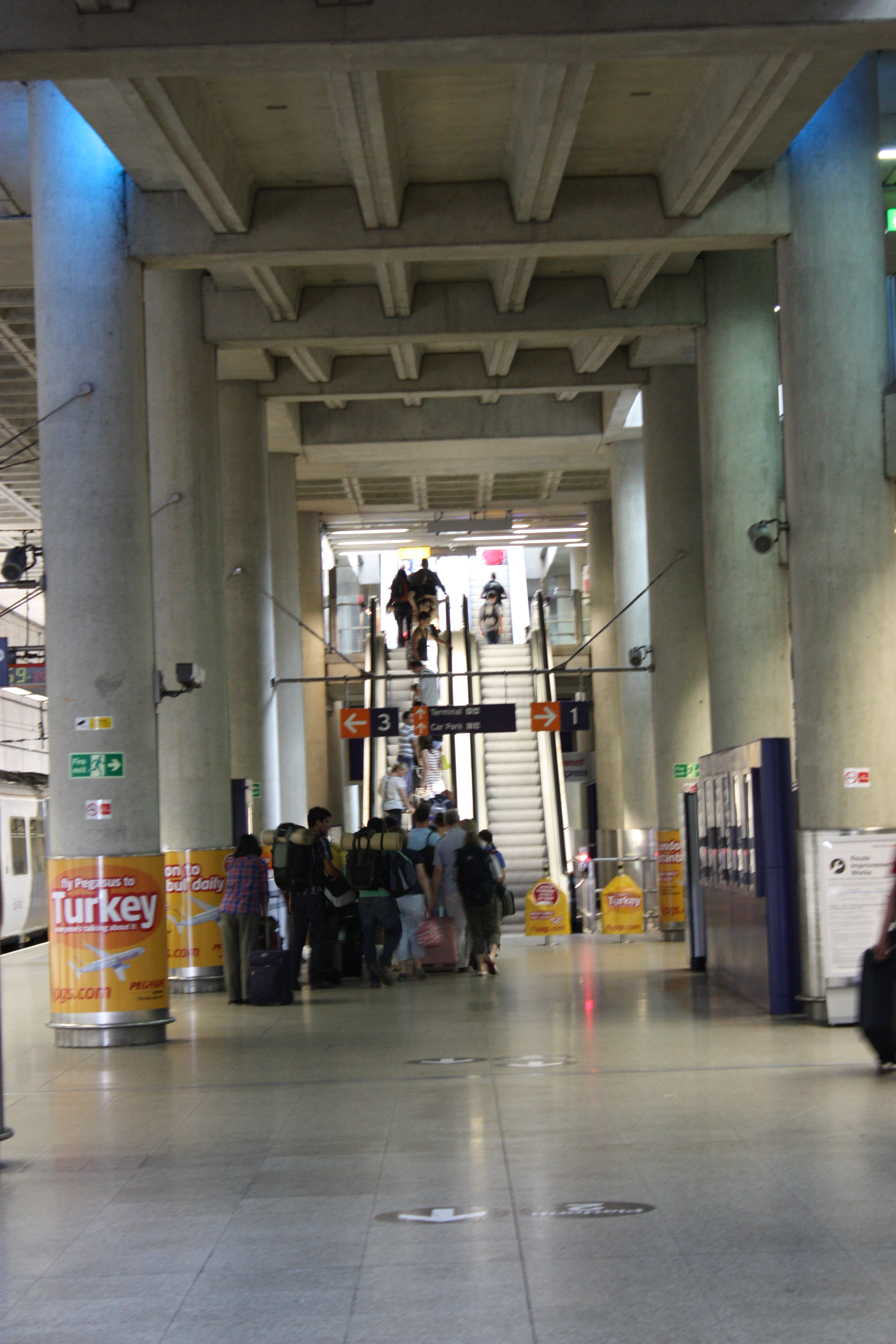
La Estación Stansted Airport queda bajo la terminal

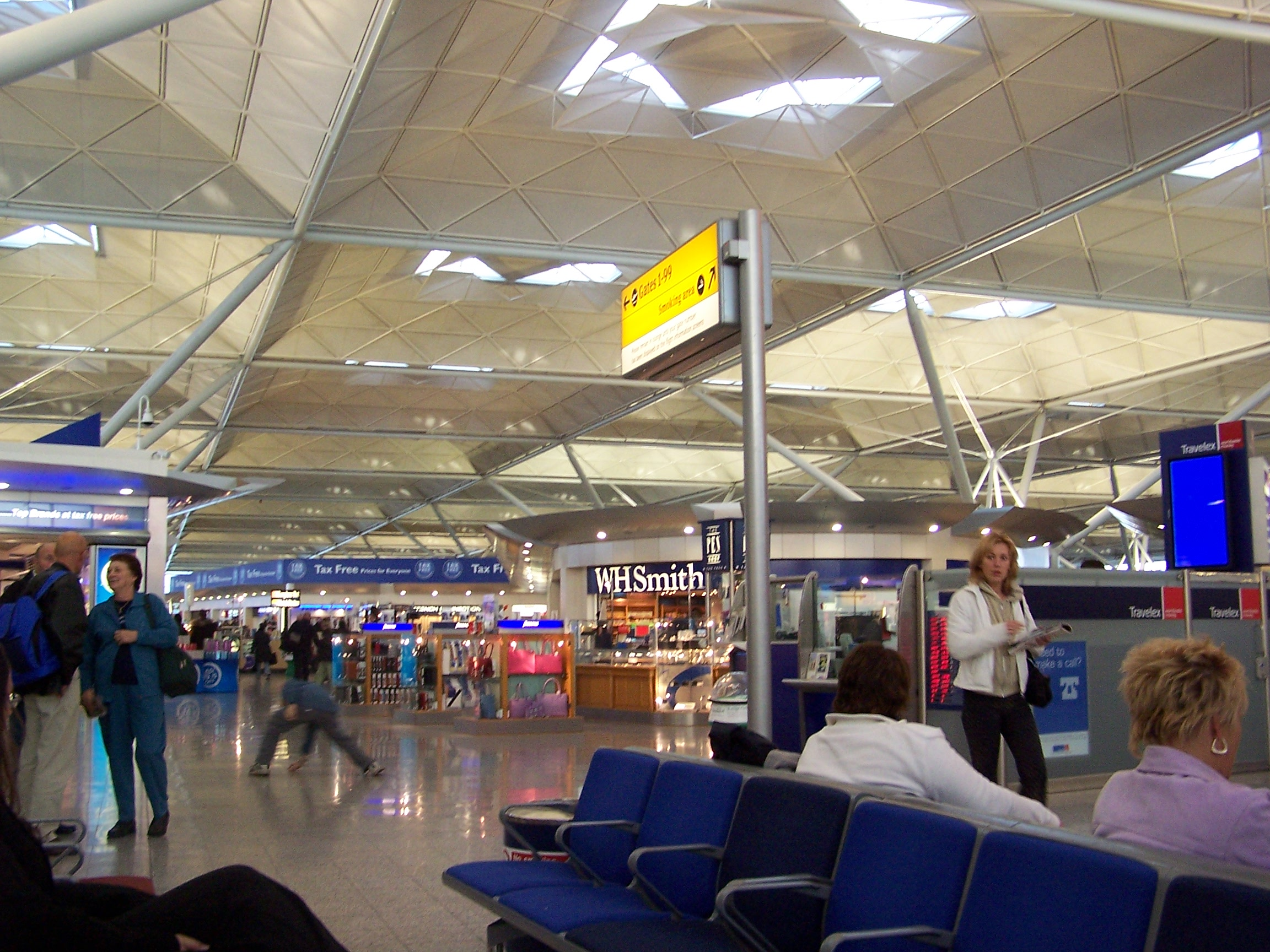
Interior de la terminal

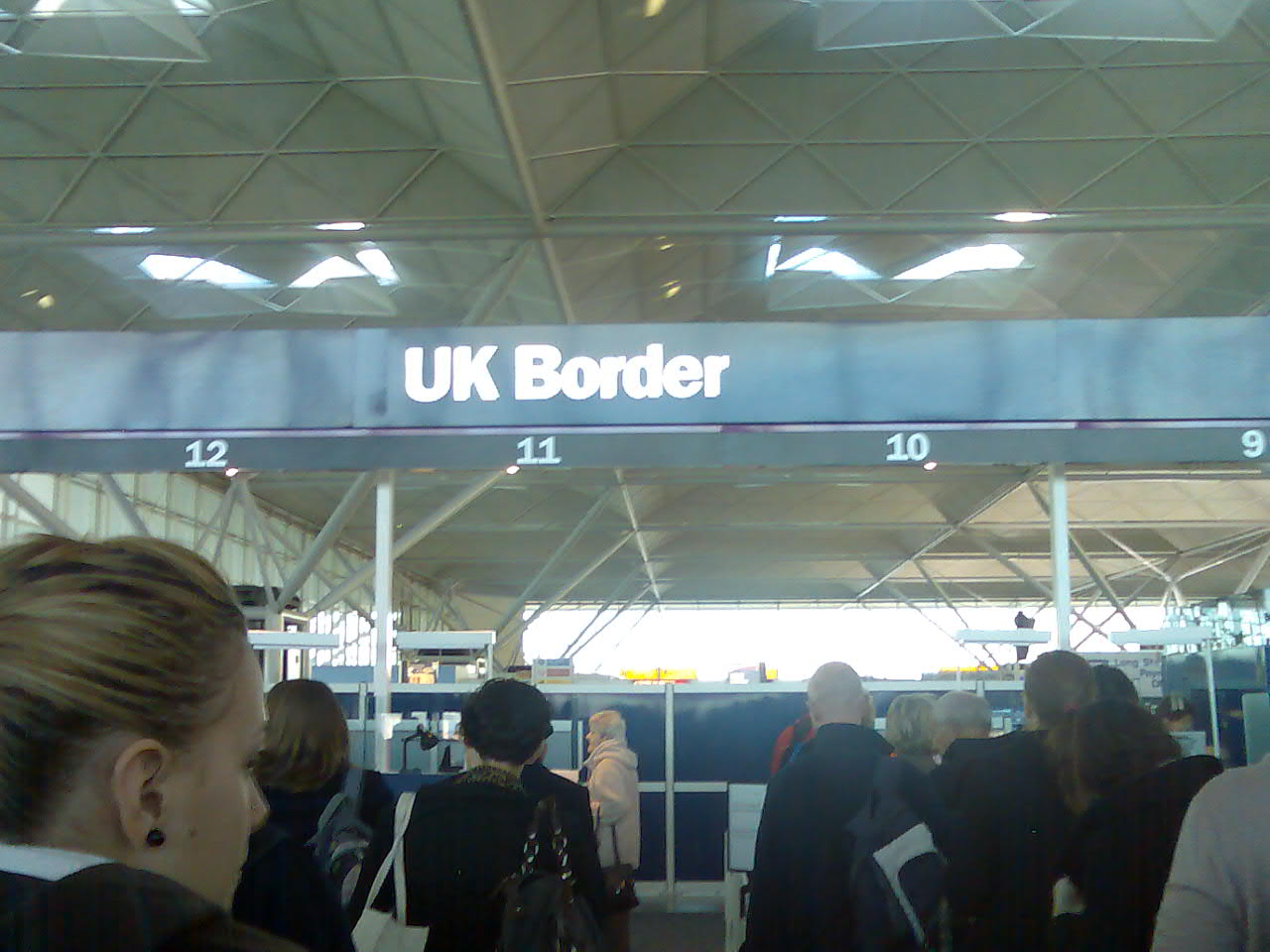
Frontera en el aeropuerto de Stansted.

El aeropuerto se construyó en 1942 como base para las fuerzas aéreas. Una vez acabada la guerra comenzó a gestarse la idea de convertirlo en el tercer gran aeropuerto de Londres, lo que no se llevó a cabo al no darse la necesidad. No obstante, en la década de los 70 se decidió convertirlo en una base antiterrorista. Al norte del Aeropuerto se crearon instalaciones especiales para aterrizar a los aviones secuestrados. En total, 6 secuestros de aviones llegaron a su fin en Stansted. En 1985 Ryanair solicitó el uso del aeropuerto para vuelos con Irlanda, aunque la importancia le llegó con las conexiones con el continente europeo, sobre todo a través de EasyJet. 
A partir de 2004 se ofrecen vuelos intercontinentales desde Stansted. El primer destino es Ciudad del Cabo aunque en 2005 hay destinos en Asia y América.
En 1991 se inauguró la terminal diseñada por el arquitecto Norman Foster, esta terminal dispone de su propia estación de tren, desde la cual salen entre las 05:00 y las 24:00, trenes con destino a Liverpool Street con frecuencias cada 30 minutos, se trata del servicio Stansted express, desde esta estación parten además, diversos trenes de más largo recorrido hacia el resto de Inglaterra.
En 2006 el tráfico en el Aeropuerto superó la cifra de los 23 millones de pasajeros convirtiéndose en el cuarto aeropuerto inglés por volumen de pasajeros, y tercero londinense, por detrás de Heathrow y Gatwick.
En 2007 compañías de bajo coste como Ryanair, anunciaron que en un futuro próximo tienen planeado usar el aeropuerto como punto de partida para vuelos intercontinentales con tarifas de bajo coste.
Los datos de tráfico de pasajeros a lo largo del 2012 arrojaron cifras un 3,3% inferiores a las registradas en 2011, quedándose el número final de pasajeros en 22,47 millones.

## Aerolíneas y destinos

### Destinos internacionales
| Ciudades por países    | Nombre del aeropuerto                                           | Aerolíneas | Aeronaves     | Frecuencias semanales |        |
| África                 | África                                                          | África | África        | África                | África |
| ---------------------- | --------------------------------------------------------------- | --- | ------------- | --------------------- | ------ |
| Egipto                 |                                                                 | |               |                       |        |
| Hurghada               | Aeropuerto Internacional de Hurghada                            | TUI Airways | B7x7          |                       |        |
| Marruecos              |                                                                 | |               |                       |        |
| Agadir                 | Aeropuerto de Agadir-Al Massira                                 | Ryanair UK | B737-800      |                       |        |
| Fez                    | Aeropuerto de Fez-Saïss                                         | Ryanair UK | B737-800      |                       |        |
| Túnez                  |                                                                 | |               |                       |        |
| Enfidha                | Aeropuerto Internacional Enfidha-Hammamet                       | Nouvelair TUI Airways                                                                                                 | A320-200 B7x7 |                       |        |
| Túnez                  | Aeropuerto Internacional de Túnez-Cartago                       | Tunisair | A319-100      |                       |        |
| Asia                   |                                                                 | |               |                       |        |
| Chipre                 |                                                                 | |               |                       |        |
| Lárnaca                | Aeropuerto Internacional de Lárnaca                             | Jet2.com |               |                       |        |
| Pafos                  | Aeropuerto Internacional de Pafos                               | Jet2.com Ryanair | B737          |                       |        |
| Emiratos Árabes Unidos |                                                                 | |               |                       |        |
| Dubái                  | Aeropuerto Internacional de Dubái                               | Emirates |               |                       |        |
| India                  |                                                                 | |               |                       |        |
| Amritsar               | Aeropuerto Internacional de Amritsar                            | Air India |               |                       |        |
| Israel                 |                                                                 | |               |                       |        |
| Tel Aviv               | Aeropuerto Internacional Ben Gurión                             | Arkia (Estacional) |               |                       |        |
| Turquía                |                                                                 | |               |                       |        |
| Antalya                | Aeropuerto de Antalya                                           | AnadoluJet Jet2.com (Estacional) TUI Airways (Estacional)                                                             | B737-800 B7x7 |                       |        |
| Bodrum                 | Aeropuerto de Bodrum                                            | easyJet (Estacional) Jet2.com (Estacional) Pegasus Airlines (Estacional)                                              | A3xx          |                       |        |
| Dalaman                | Aeropuerto de Dalaman                                           | easyJet (Estacional) Jet2.com (Estacional) TUI Airways (Estacional)                                                   | A3xx B7x7     |                       |        |
| Esmirna                | Aeropuerto de Esmirna-Adnan Menderes                            | Jet2.com (Estacional) Pegasus Airlines                                                                                |               |                       |        |
| Estambul               | Aeropuerto Internacional Sabiha Gökçen                          | AnadoluJet Pegasus Airlines                                                                                           | B737-800      |                       |        |
| Europa                 |                                                                 | |               |                       |        |
| Albania                |                                                                 | |               |                       |        |
| Tirana                 | Aeropuerto de Tirana                                            | Albawings Air Albania                                                                                                 | B737-400      |                       |        |
| Alemania               |                                                                 | |               |                       |        |
| Berlín                 | Aeropuerto de Berlín-Brandeburgo Willy Brandt                   | British Airways (Estacional) Ryanair                                                                                  | B737          |                       |        |
| Bremen                 | Aeropuerto de Bremen                                            | Ryanair | B737          |                       |        |
| Colonia/Bonn           | Aeropuerto de Colonia/Bonn                                      | Eurowings Ryanair | B737          |                       |        |
| Dortmund               | Aeropuerto de Dortmund                                          | Ryanair | B737          |                       |        |
| Hahn                   | Aeropuerto de Fráncfort-Hahn                                    | Ryanair | B737          |                       |        |
| Hamburgo               | Aeropuerto de Hamburgo                                          | Ryanair | B737          |                       |        |
| Hannover               | Aeropuerto de Hannover                                          | Eurowings |               |                       |        |
| Karlsruhe/Baden-Baden  | Aeropuerto de Karlsruhe-Baden Baden                             | Ryanair | B737          |                       |        |
| Leipzig/Halle          | Aeropuerto de Leipzig/Halle                                     | Ryanair | B737          |                       |        |
| Múnich                 | Aeropuerto Internacional de Múnich-Franz Josef Strauss          | easyJet Eurowings | A3xx          |                       |        |
| Austria                |                                                                 | |               |                       |        |
| Innsbruck              | Aeropuerto de Innsbruck                                         | Jet2.com (Estacional) TUI Airways                                                                                     | B7x7          |                       |        |
| Salzburgo              | Aeropuerto de Salzburgo                                         | Jet2.com (Estacional) Ryanair TUI Airways (Estacional)                                                                | B737 B7x7     |                       |        |
| Viena                  | Aeropuerto de Viena-Schwechat                                   | Ryanair | B737          |                       |        |
| Bulgaria               |                                                                 | |               |                       |        |
| Burgas                 | Aeropuerto de Burgas                                            | Jet2.com |               |                       |        |
| Plovdiv                | Aeropuerto de Plovdiv                                           | Ryanair | B737          |                       |        |
| Sofía                  | Aeropuerto de Sofía                                             | Ryanair | B737          |                       |        |
| Croacia                |                                                                 | |               |                       |        |
| Dubrovnik              | Aeropuerto de Dubrovnik                                         | Jet2.com |               |                       |        |
| Pula                   | Aeropuerto de Pula                                              | Ryanair | B737          |                       |        |
| Split                  | Aeropuerto de Split                                             | Jet2.com |               |                       |        |
| Zadar                  | Aeropuerto de Zadar                                             | Ryanair | B737          |                       |        |
| Dinamarca              |                                                                 | |               |                       |        |
| Aalborg                | Aeropuerto de Aalborg                                           | Ryanair | B737          |                       |        |
| Aarhus                 | Aeropuerto de Aarhus                                            | Ryanair | B737          |                       |        |
| Billund                | Aeropuerto de Billund                                           | Ryanair | B737          |                       |        |
| Copenhague             | Aeropuerto de Copenhague-Kastrup                                | Ryanair | B737          |                       |        |
| Eslovenia              |                                                                 | |               |                       |        |
| Liubliana              | Aeropuerto de Liubliana                                         | easyJet Wizz Air | A32x A3xx     |                       |        |
| Estonia                |                                                                 | |               |                       |        |
| Tallin                 | Aeropuerto de Tallin                                            | Ryanair | B737          |                       |        |
| España                 |                                                                 | |               |                       |        |
| Alicante               | Aeropuerto de Alicante-Elche                                    | Jet2.com Ryanair | B737          |                       |        |
| Almería                | Aeropuerto de Almería                                           | Ryanair | B737          |                       |        |
| Barcelona              | Aeropuerto Josep Tarradellas Barcelona-El Prat                  | Ryanair | B737          |                       |        |
| Bilbao                 | Aeropuerto de Bilbao                                            | easyJet | A3xx          |                       |        |
| Castellón de la Plana  | Aeropuerto de Castellón-Costa Azahar                            | Ryanair | B737          |                       |        |
| Fuerteventura          | Aeropuerto de Fuerteventura                                     | Jet2.com Ryanair TUI Airways (Estacional)                                                                             | B737 B7x7     |                       |        |
| Gerona                 | Aeropuerto de Gerona-Costa Brava                                | Jet2.com (Estacional)                                                                                                 |               |                       |        |
| Gran Canaria           | Aeropuerto de Gran Canaria                                      | Jet2.com Ryanair TUI Airways                                                                                          | B737 B7x7     |                       |        |
| Ibiza                  | Aeropuerto de Ibiza                                             | British Airways (Estacional) easyJet (Estacional) Jet2.com (Estacional) Ryanair (Estacional) TUI Airways (Estacional) | A3xx B7x7     |                       |        |
| Jerez de la Frontera   | Aeropuerto de Jerez                                             | Ryanair | B737          |                       |        |
| Lanzarote              | Aeropuerto César Manrique-Lanzarote                             | Jet2.com Ryanair TUI Airways (Estacional)                                                                             | B737 B7x7     |                       |        |
| Lérida                 | Aeropuerto de Lérida-Alguaire                                   | Jet2.com (Estacional)                                                                                                 |               |                       |        |
| Madrid                 | Aeropuerto Adolfo Suárez Madrid-Barajas                         | Ryanair | B737          |                       |        |
| Málaga                 | Aeropuerto de Málaga-Costa del Sol                              | British Airways (Estacional) easyJet Jet2.com Ryanair                                                                 | A3xx B737     |                       |        |
| Menorca                | Aeropuerto de Menorca                                           | easyJet (Estacional) Jet2.com (Estacional) TUI Airways (Estacional)                                                   | A3xx B7x7     |                       |        |
| Murcia                 | Aeropuerto Internacional Región de Murcia                       | Jet2.com Ryanair Titan Airways (Chárter Estacional)                                                                   | B737          |                       |        |
| Oviedo                 | Aeropuerto de Asturias                                          | Ryanair | B737          |                       |        |
| Palma de Mallorca      | Aeropuerto de Palma de Mallorca                                 | British Airways (Estacional) easyJet Jet2.com (Estacional) TUI Airways (Estacional)                                   | A3xx B7x7     |                       |        |
| Reus                   | Aeropuerto de Reus                                              | Jet2.com (Estacional)                                                                                                 |               |                       |        |
| Santiago de Compostela | Aeropuerto de Santiago-Rosalía de Castro                        | Ryanair | B737          |                       |        |
| Santander              | Aeropuerto Seve Ballesteros-Santander                           | Ryanair | B737          |                       |        |
| Tenerife               | Aeropuerto de Tenerife Sur                                      | Jet2.com TUI Airways                                                                                                  | B7x7          |                       |        |
| Valencia               | Aeropuerto de Valencia                                          | Ryanair | B737          |                       |        |
| Vigo                   | Aeropuerto de Vigo                                              | Ryanair | B737          |                       |        |
| Zaragoza               | Aeropuerto de Zaragoza                                          | Ryanair | B737          |                       |        |
| Francia                |                                                                 | |               |                       |        |
| Ajaccio                | Aeropuerto de Ajaccio-Napoleón Bonaparte                        | Air Corsica (Estacional)                                                                                              |               |                       |        |
| Bastia                 | Aeropuerto de Bastia-Poretta                                    | Air Corsica (Estacional) easyJet (Estacional)                                                                         | A3xx          |                       |        |
| Bergerac               | Aeropuerto de Bergerac Dordogne Périgord                        | Ryanair | B737          |                       |        |
| Biarritz               | Aeropuerto de Biarritz-Anglet-Bayonne                           | Ryanair | B737          |                       |        |
| Burdeos                | Aeropuerto de Burdeos-Mérignac                                  | Ryanair | B737          |                       |        |
| Calvi                  | Aeropuerto de Calvi Sainte-Catherine                            | Air Corsica (Estacional) Titan Airways (Chárter Estacional)                                                           |               |                       |        |
| Carcasona              | Aeropuerto de Carcasona                                         | Ryanair | B737          |                       |        |
| Chambéry               | Aeropuerto de Chambéry                                          | British Airways (Estacional) Titan Airways (Chárter Estacional) TUI Airways (Estacional)                              | B7x7          |                       |        |
| Dinard                 | Aeropuerto de Dinard-Pleurtuit-Saint Malo                       | Ryanair | B737          |                       |        |
| Figari                 | Aeropuerto de Figari Sud-Corse                                  | Air Corsica (Estacional)                                                                                              |               |                       |        |
| Grenoble               | Aeropuerto de Grenoble-Isère                                    | easyJet (Estacional) Ryanair                                                                                          | A3xx B737     |                       |        |
| La Rochelle            | Aeropuerto de La Rochelle-Île de Ré                             | Ryanair | B737          |                       |        |
| Limoges                | Aeropuerto de Limoges                                           | Ryanair | B737          |                       |        |
| Lyon                   | Aeropuerto de Lyon-Saint Exupéry                                | easyJet(Estacional) Jet2.com (Estacional)                                                                             | A3xx          |                       |        |
| Niza                   | Aeropuerto Internacional de Niza-Costa Azul                     | British Airways (Estacional) easyJet Jet2.com                                                                         | A3xx          |                       |        |
| Tarbes/Lourdes         | Aeropuerto de Tarbes-Lourdes-Pirineos                           | Ryanair Titan Airways (Chárter Estacional)                                                                            | B737          |                       |        |
| Grecia                 |                                                                 | |               |                       |        |
| Atenas                 | Aeropuerto Internacional Eleftherios Venizelos                  | Ryanair | B737          |                       |        |
| Cefalonia              | Aeropuerto Internacional de Cefalonia                           | Jet2.com (Estacional) TUI Airways (Estacional)                                                                        | B7x7          |                       |        |
| Corfú                  | Aeropuerto Internacional de Corfú-Ioannis Kapodistrias          | Jet2.com (Estacional) TUI Airways (Estacional)                                                                        | B7x7          |                       |        |
| Heraclión              | Aeropuerto Internacional de Heraclión Nikos Kazantzakis         | Jet2.com (Estacional) TUI Airways (Estacional)                                                                        | B7x7          |                       |        |
| Kos                    | Aeropuerto Internacional de Kos-Hipócrates                      | Jet2.com (Estacional) TUI Airways (Estacional)                                                                        | B7x7          |                       |        |
| La Canea               | Aeropuerto Internacional de La Canea                            | Jet2.com (Estacional)                                                                                                 |               |                       |        |
| Míconos                | Aeropuerto Nacional de Míconos                                  | British Airways (Estacional)                                                                                          |               |                       |        |
| Préveza                | Aeropuerto Nacional Aktion                                      | Titan Airways (Chárter Estacional)                                                                                    |               |                       |        |
| Rodas                  | Aeropuerto Internacional de Rodas-Diágoras                      | Jet2.com (Estacional) TUI Airways (Estacional)                                                                        | B7x7          |                       |        |
| Scíathos               | Aeropuerto Internacional de Scíathos - Alexandros Papadiamantis | Jet2.com (Estacional)                                                                                                 |               |                       |        |
| Tesalónica             | Aeropuerto Internacional Macedonia                              | Jet2.com (Estacional)                                                                                                 |               |                       |        |
| Zante                  | Aeropuerto de Zante                                             | easyJet (Estacional) Jet2.com (Estacional) TUI Airways (Estacional)                                                   | A3xx B7x7     |                       |        |
| Hungría                |                                                                 | |               |                       |        |
| Budapest               | Aeropuerto de Budapest-Ferenc Liszt                             | Ryanair | B737          |                       |        |
| Irlanda                |                                                                 | |               |                       |        |
| Cork                   | Aeropuerto de Cork                                              | Ryanair | B737          |                       |        |
| Dublín                 | Aeropuerto de Dublín                                            | Ryanair | B737          |                       |        |
| Kerry                  | Aeropuerto de Kerry                                             | Ryanair | B737          |                       |        |
| Knock                  | Aeropuerto del Este de Irlanda                                  | Ryanair | B737          |                       |        |
| Islandia               |                                                                 | |               |                       |        |
| Reykiavik              | Aeropuerto Internacional de Keflavík                            | easyJet (Estacional)                                                                                                  | A3xx          |                       |        |
| Italia                 |                                                                 | |               |                       |        |
| Ancona                 | Aeropuerto de Ancona-Falconara                                  | Ryanair | B737          |                       |        |
| Bari                   | Aeropuerto de Bari-Palese                                       | Ryanair | B737          |                       |        |
| Bérgamo                | Aeropuerto de Bérgamo-Orio al Serio                             | Ryanair | B737          |                       |        |
| Bolonia                | Aeropuerto de Bolonia                                           | Ryanair | B737          |                       |        |
| Brindisi               | Aeropuerto de Brindisi                                          | Ryanair | B737          |                       |        |
| Cagliari               | Aeropuerto de Cagliari-Elmas                                    | easyJet Ryanair | A3xx B737     |                       |        |
| Florencia              | Aeropuerto de Florencia                                         | British Airways (Estacional)                                                                                          |               |                       |        |
| Génova                 | Aeropuerto de Génova                                            | Ryanair | B737          |                       |        |
| Lamezia/Terme          | Aeropuerto de Lamezia Terme                                     | Ryanair | B737          |                       |        |
| Milán                  | Aeropuerto de Milán-Linate                                      | British Airways |               |                       |        |
| Nápoles                | Aeropuerto de Nápoles-Capodichino                               | easyJet Jet2.com (Estacional)                                                                                         | A3xx          |                       |        |
| Turín                  | Aeropuerto de Turín-Caselle                                     | Jet2.com (Estacional)                                                                                                 |               |                       |        |
| Verona                 | Aeropuerto de Verona-Villafranca                                | Jet2.com (Estacional)                                                                                                 |               |                       |        |
| Lituania               |                                                                 | |               |                       |        |
| Kaunas                 | Aeropuerto de Kaunas                                            | Ryanair | B737          |                       |        |
| Luxemburgo             |                                                                 | |               |                       |        |
| Luxemburgo             | Aeropuerto de Luxemburgo-Findel                                 | Ryanair | B737          |                       |        |
| Malta                  |                                                                 | |               |                       |        |
| Luqa                   | Aeropuerto Internacional de Malta                               | Jet2.com (Estacional)                                                                                                 |               |                       |        |
| Moldavia               |                                                                 | |               |                       |        |
| Chisináu               | Aeropuerto Internacional de Chisináu                            | Air Moldova | A3xxceo       |                       |        |
| Noruega                |                                                                 | |               |                       |        |
| Kristiansand           | Aeropuerto de Kristiansand-Kjevik                               | Widerøe |               |                       |        |
| Oslo                   | Aeropuerto de Oslo-Gardermoen                                   | Ryanair UK | B737-800      |                       |        |
| Sandefjord             | Aeropuerto de Sandefjord-Torp                                   | Ryanair UK | B737-800      |                       |        |
| Países Bajos           |                                                                 | |               |                       |        |
| Ámsterdam              | Aeropuerto de Ámsterdam-Schiphol                                | easyJet | A3xx          |                       |        |
| Eindhoven              | Aeropuerto de Eindhoven                                         | Ryanair | B737          |                       |        |
| Polonia                |                                                                 | |               |                       |        |
| Bydgoszcz              | Aeropuerto de Bydgoszcz-Ignacy Jan Paderewski                   | Ryanair | B737          |                       |        |
| Cracovia               | Aeropuerto de Cracovia-Juan Pablo II                            | Ryanair | B737          |                       |        |
| Gdańsk                 | Aeropuerto de Gdańsk-Lech Wałęsa                                | Ryanair | B737          |                       |        |
| Katowice               | Aeropuerto Internacional de Katowice                            | Ryanair | B737          |                       |        |
| Łódź                   | Aeropuerto de Łódź-Władysław Reymont                            | Ryanair | B737          |                       |        |
| Lublin                 | Aeropuerto de Lublin                                            | Ryanair | B737          |                       |        |
| Portugal               |                                                                 | |               |                       |        |
| Faro                   | Aeropuerto de Faro                                              | British Airways (Estacional) Jet2.com Ryanair                                                                         | B737          |                       |        |
| Lisboa                 | Aeropuerto de Lisboa                                            | Ryanair | B737          |                       |        |
| Madeira                | Aeropuerto de Madeira                                           | Jet2.com |               |                       |        |
| República Checa        |                                                                 | |               |                       |        |
| Brno                   | Aeropuerto de Brno-Tuřany                                       | Ryanair | B737          |                       |        |
| Praga                  | Aeropuerto de Praga                                             | easyJet | A3xx          |                       |        |
| Rumania                |                                                                 | |               |                       |        |
| Bucarest               | Aeropuerto Internacional de Bucarest-Henri Coandă               | Ryanair | B737          |                       |        |
| Suecia                 |                                                                 | |               |                       |        |
| Gotemburgo             | Aeropuerto de Gotemburgo-Landvetter                             | Ryanair | B737          |                       |        |
| Suiza                  |                                                                 | |               |                       |        |
| Ginebra                | Aeropuerto Internacional de Ginebra                             | easyJet (Estacional) Jet2.com (Estacional)                                                                            | A3xx          |                       |        |
| Ucrania                |                                                                 | |               |                       |        |
| Kiev                   | Aeropuerto Internacional de Boryspil                            | Ryanair UK | B737-800      |                       |        |
| Leópolis               | Aeropuerto Internacional de Leópolis                            | Ryanair UK | B737-800      |                       |        |

## Estadísticas
Ver fuente y consulta Wikidata.
| Puesto | Aeropuerto             | Pasajeros | Variación % |
| ------ | ---------------------- | --------- | ----------- |
| 1      | Dublín                 | 815.761   | 164,4%      |
| 2      | Estambul–Sabiha Gökçen | 726.387   | 255,4%      |
| 3      | Budapest               | 479.766   | 258,0%      |
| 4      | Roma–Ciampino          | 470.293   | 290,6%      |
| 5      | Tenerife–Sur           | 451.476   | 270,8%      |
| 6      | Bérgamo                | 441.375   | 252,1%      |
| 7      | Lisboa                 | 436.069   | 131,6%      |
| 8      | Barcelona              | 435.732   | 195,5%      |
| 9      | Palma de Mallorca      | 387.592   | 195,5%      |
| 10     | Faro                   | 380.778   | 195,5%      |
| 11     | Alicante               | 372.451   | 166,3%      |
| 12     | Madrid                 | 370.521   | 157,4%      |
| 13     | Bucarest               | 364.025   | 149,7%      |
| 14     | Málaga                 | 341.438   | 186,6%      |
| 15     | Oporto                 | 337.183   | 158,9%      |
| 16     | Varsovia–Modlin        | 322.116   | 187,0%      |
| 17     | Antalya                | 320.545   | 967,5%      |
| 18     | Berlín                 | 319.487   | 217,1%      |
| 19     | Eindhoven              | 308.211   | 639,7%      |
| 20     | Milán–Malpensa         | 300.009   | 300,8%      |

## Infraestructura

### Edificios terminales y satélites
La terminal está dividida en tres zonas principales: facturación y vestíbulo principal en la parte delantera, salidas en el extremo sur y llegadas internacionales en el extremo norte del edificio. Hay una consigna de equipaje separada para las llegadas nacionales. No hay puertas de embarque en el edificio principal de la terminal, sino en tres edificios satélites oblongos separados, a excepción de cuatro puertas a las que se accede por debajo del edificio principal de la terminal. El aeropuerto cuenta con 52 puertas de embarque y 12 telepuertas operativas. Los planes a largo plazo para el Sputnik 4, aprobados en 1999 y revisados en 2005, no se llevaron a cabo, pero se construyeron puestos remotos en su lugar en 2018.

### Aparcamientos
Hay varias opciones de aparcamiento en Stansted: de larga, media y corta estancia, con o sin conductor. También hay dos zonas para dejar a los niños. Junto al aparcamiento de corta estancia hay una zona de entrega exprés y en la zona de media estancia hay una zona libre. Las entregas exprés son de pago. Terminal Road-North y la zona de bajada gratuita justo fuera de la terminal se cerraron poco después de que MAG asumiera la gestión del aeropuerto en 2013. 

### Otros servicios
Hay varios edificios de carga y hangares alrededor del aeródromo. El centro principal de carga está situado junto a la torre de control y se encarga de la mayoría de las operaciones de carga, incluidos aviones como el McDonnell Douglas MD-11 y el Boeing 747. Al otro lado de la pista, más cerca del resto del aeropuerto, hay varios hangares. La mayor de ellas se encuentra en el sureste del aeródromo, una de las cuales es utilizada por Ryanair.